# Horizonte arqueológico
Um horizonte arqueológico é um período de ampla disseminação de arte e artefatos comuns em um sítio arqueológico ou, mais geralmente, sobre uma área geográfica maior, e constitui um nível ou plano indicativo de uma posição determinada numa sequencia estratigráfica nessa área.
Um exemplo de um horizonte arqueológico é o horizonte da Dark Earth (“Terra Escura,”) na Inglaterra, que separa os artefatos romanos  dos artefatos indígenas e que indica o abandono de áreas urbanas na Britânia romana durante o século II.
O termo é usado para designar uma série de relações estratigráficas que formam uma fase arqueológica ou fazem parte do processo de determinação das fases arqueológicas de um sítio. Um horizonte arqueológico pode ser entendido como uma pausa em contextos formados na matriz de Harris, o que denota uma mudança de época em um determinado sítio por delimitação no tempo das descobertas encontradas em um contexto.
O termo "horizonte arqueológico" é também usado às vezes, um tanto incorretamente, para uma camada ou estrato.